# Howard Keel
Howard Keel, született Harold Clifford Keel (Gillespie, Illinois, 1919. április 13. – Palm Desert, Kalifornia, 2004. november 7.) amerikai színész és basszbariton hangjáról ismert énekes. 
Az MGM számos musicaljében szerepelt az 1950-es években. A legismertebb szerepe 1981 és 1991 között a CBS Dallas című televíziós sorozatából Clayton Farlow volt.